# Quentin Othon
Quentin Othon és un jugador de futbol francès que va néixer el 27 de març de 1988 a Montreuil (Sena Saint-Denis). Des de la temporada 2006-07 juga al Racing Club de Strasbourg. És internacional amb les seleccions juvenils de França.